# Ravnace
Ravnace so naselje v Občini Metlika.
Spadajo pod obmejno gručasto vas v severnem delu Bele krajine in ležijo na nadmorski višini 411 m.
Spadajo v dinarski svet in imajo kljub majhnosti kar nekaj kraških pojavov.  
Kaminska zgradba je iz apnenca in dolomita.
Podnebje je celinsko: zime so daljše in mrzle, poletja pa dolga in vroča. 
Povprečno pade 1210 mm padavin na leto, povprečna temperatura pa je 10,2 °C.
Nekdaj je bilo tukaj kar 8 mlak, danes pa je le še ena; Rupa. 
Vendar je preveč onesnažena in globoka le še 2 metra.
Rastje: Prevladuje gozd, kjer je najpogostejše drevo bukev.
Prst je rjavo-rdeča, neenakomerno debela ilovica.
Obrt ima ga. Milena Starešinič, ki izdeluje belokranjske drsanke.
V Ravnace se lahko pride z glavne ceste v Dolnjem Suhorju pri Metliki ali v Dolah.
Najvišja točka je hrib Garjevec, ki leži na nadmorski višini 619 m.